# Ebenezer W. Peirce
Ebenezer Weaver Peirce (Freetown, 10 aprile 1822 – Freetown, 14 agosto 1902) è stato un generale statunitense.
Comandò le truppe dell'Unione nella prima battaglia rilevante in assoluto della guerra civile americana, venendo respinto dai soldati dell'esercito confederato.

## Biografia
Figlio di un diacono e allevatore di successo del Massachusetts, nel 1843 si arruolò nella locale milizia, dove raggiunse il grado di brigadier generale. Dopo la battaglia di Fort Sumter e l'ordine di mobilitazione delle truppe unioniste disposto da Abraham Lincoln, per cercare di contrastare al più presto la ribellione degli Stati Confederati d'America vennero chiamate ad intervenire in tutta fretta le milizie dei singoli Stati nordisti, compreso il generale Peirce, che col corpo di spedizione del Massachusetts venne dapprima posto di stanza a Fort Monroe.
Incaricato dal generale Benjamin Butler di mettere al sicuro i dintorni del forte, una delle poche posizioni unioniste ancora difendibili al Sud, s'imbatté presto in alcune posizioni nemiche, decidendo di assalirle per tentare di alleggerire la pressione sul forte. La battaglia di Big Bethel, la prima della guerra civile americana, nonostante la ridotta entità si dimostrò tuttavia un disastro per le forze nordiste, ancora disunite e male organizzate per poter affrontare uno scontro in campo aperto, subendo complessivamente 18 morti e una sessantina di feriti a fronte di perdite sudiste quasi nulle.
Rientrato a Fort Monroe, Peirce venne ritenuto responsabile della disfatta, e ciò gli precluse qualsiasi possibilità di carriera militare nel conflitto in corso. Arruolato temporaneamente nell'esercito da aprile, il successivo 22 luglio non venne riconfermato (anche a causa della prima sconfitta nordista della guerra). Deciso tuttavia a combattere, formò un reggimento di volontari, con cui fu nuovamente integrato nell'esercito e promosso colonnello. Continuò tuttavia a tenere un comportamento giudicato non consono, subendo anche una corte marziale per aver organizzato spettacoli di burlesque per risollevare il morale delle truppe.
Partecipò alle battaglie dei Sette Giorni del 1862, dove durante gli scontri a Glendale perse il braccio destro dopo essere rimasto vittima di un bombardamento. Ripresosi, partecipò all'assedio di Knoxville, poi di nuovo a Cold Harbor, comandando occasionalmente delle intere brigate. Debilitato tuttavia dalla perdita dell'arto e dalla vita militare, dopo l'assedio di Petersburg venne infine congedato con onore dall'esercito nel novembre 1864.
Rientrato nella città natale di Freetown, passò il resto della vita dedicandosi alla scrittura di articoli e saggi storici sui nativi americani, e facendo parte nel 1880 del consiglio municipale, venendo succeduto dal figlio Palo Alto Peirce.
Morì nel 1902.

## Omaggi
- La sede di Middleborough dell'associazione di veterani Grand Army of the Republic è dedicata a lui.